# Bruchus tristis
Bruchus tristis es una especie de escarabajo del género Bruchus, familia Chrysomelidae. Fue descrita científicamente por Boheman en 1833.
Habita en Francia, España, Italia, Chipre, Grecia y Turquía.